# Indiana University Health People Mover
El Indiana University Health People Mover es un sistema hectométrico que opera en Indianápolis, Indiana. Inaugurado en 2003, actualmente el sistema cuenta con 3 estaciones.